# 雑賀元相
雑賀 元相（さいか もとすけ）は、安土桃山時代から江戸時代初期にかけての武将。毛利氏の家臣で、長州藩士。父は雑賀隆利。知行は300石。

## 生涯
天正12年（1584年）、毛利氏家臣である雑賀隆利の子として生まれる。
慶長8年（1603年）12月19日、毛利輝元から「三郎兵衛尉」の官途名と「元」の偏諱を与えられ、慶長10年（1605年）4月14日に父・元利が死去し、家督を継いだ。
寛永9年（1632年）9月1日、毛利秀就から直書を送られ、同年に藩政を引退した益田元祥に代わって当役を務める宍道元兼に民の安全と年貢の徴収が成り立つよう申し渡したので、元相も地下人の不行儀を見聞きし次第に何事も宍道元兼に報告するよう命じられた。
寛永15年（1638年）2月27日、島原の乱において弟の正利と正相が戦死する。
寛文5年（1665年）8月24日に死去。享年82。子の就正が後を継いだ。